# Contea di Lincoln (Maine)
La contea di Lincoln, in inglese Lincoln County, è una contea dello Stato del Maine, negli Stati Uniti. La popolazione al censimento del 2000 era di 33 616 abitanti. Il capoluogo di contea è Wiscasset.

## Geografia fisica
La contea si trova nella parte meridionale del Maine. L'U.S. Census Bureau certifica che l'estensione della contea è di 1813 km², di cui 1181 km² composti da terra e i rimanenti 632 km² composti di acqua.
Il territorio è formato da una regione costiera che si affaccia sulle baie di Sheepscot e Muscongus e da diverse isole nell'Oceano Atlantico.

### Contee confinanti
- Contea di Kennebec - nord
- Contea di Waldo - nord-est
- Contea di Knox - est
- Contea di Sagadahoc - ovest

## Storia
La contea fu creata nel 1760 e deve il suo nome a Lincoln in Inghilterra.

## Comuni
- Alna - town
- Boothbay Harbor - town
- Boothbay - town
- Bremen - town
- Bristol - town
- Damariscotta - town
- Dresden - town
- Edgecomb - town
- Hibberts Gore - unorganized territory
- Jefferson - town
- Louds Island - unorganized territory
- Monhegan - plantation
- Newcastle - town
- Nobleboro - town
- Somerville - town
- South Bristol - town
- Southport - town
- Waldoboro - town
- Westport Island - town
- Whitefield - town
- Wiscasset - town